# Parigi-Roubaix 2024
La Parigi-Roubaix 2024, centoventunesima edizione della corsa, valevole come sedicesima prova dell'UCI World Tour 2024, si è svolta il 7 aprile 2024 su un percorso di 259,7 chilometri, con partenza da Compiègne e arrivo nel velodromo André Pétrieux a Roubaix. La vittoria è stata appannaggio dell'olandese Mathieu van der Poel, il quale ha completato il percorso in 5h25'58" alla media di 47,802 km/h precedendo il belga Jasper Philipsen e il danese Mads Pedersen.
Con la media oraria fatta registrare dal vincitore, la Roubaix 2024 è stata l'edizione più veloce di tutti i tempi, e la classica monumento più veloce di sempre. Dopo la vittoria del giro delle Fiandre della settimana precedente, van der Poel è diventato il secondo ciclista nella storia dopo il belga Rik Van Looy, a vincere sia Fiandre che Roubaix nello stesso anno indossando la maglia iridata.

## Percorso
Il percorso dell'edizione 2024 non presenta particolari variazioni rispetto a quello dell'edizione precedente, tranne che nella prima parte, in cui ritornano i settori di pavé di Capelle-Ruesnes e Viesly-Briastre. I settori di pavé saranno 29, come nel 2023, ma con un chilometraggio più elevato: 55,7 chilometri contro i 54,3 dell'edizione precedente. Anche in questa edizione saranno presenti i tre settori più impegnativi, ossia la Foresta di Arenberg, il pavé di Mons-en-Pévèle, e il Carrefour de l'Arbre. La vera grande novità dell'edizione 2024 è stata l'introduzione di una doppia curva all'ingresso nel settore della foresta di Arenberg, il tratto di pavé più iconico della corsa. L'inserimento di questa variante, con lo scopo di permettere ai corridori di rallentare, evitando quindi di entrare ad alta velocità in uno dei tratti più pericolosi della classica, era stata accolta con un iniziale scetticismo, ma in gara ha avuto l'effetto desiderato.

## Squadre partecipanti
Al via 25 formazioni, i diciotto WorldTeam e sette ProTeam invitati; ciascuna formazione è composta da sette ciclisti.
| N.      | Cod. | Squadra                   |
| ------- | ---- | ------------------------- |
| 1-7     | ADC  | Alpecin-Deceuninck        |
| 11-17   | TVL  | Team Visma-Lease a Bike   |
| 21-27   | LTK  | Lidl-Trek                 |
| 31-37   | GFC  | Groupama-FDJ              |
| 41-47   | DSM  | Team DSM-Firmenich PostNL |
| 51-57   | JAY  | Team Jayco AlUla          |
| 61-67   | IWA  | Intermarché-Wanty         |
| 71-77   | UXT  | Uno-X Mobility            |
| 81-87   | UAD  | UAE Team Emirates         |
| 91-97   | IGD  | Ineos Grenadiers          |
| 101-107 | TBV  | Bahrain Victorious        |
| 111-117 | SOQ  | Soudal Quick-Step         |
| 121-127 | ARK  | Arkéa-B&B Hotels          |

| N.      | Cod. | Squadra                         |
| ------- | ---- | ------------------------------- |
| 131-137 | BOH  | Bora-Hansgrohe                  |
| 141-147 | DAT  | Decathlon AG2R La Mondiale Team |
| 151-157 | EFE  | EF Education-EasyPost           |
| 161-167 | COF  | Cofidis                         |
| 171-177 | MOV  | Movistar Team                   |
| 181-187 | TEN  | TotalEnergies                   |
| 191-197 | LTD  | Lotto Dstny                     |
| 201-207 | AST  | Astana Qazaqstan Team           |
| 211-217 | IPT  | Israel-Premier Tech             |
| 221-227 | Q36  | Q36.5 Pro Cycling Team          |
| 231-237 | BWB  | Bingoal WB                      |
| 241-247 | TFB  | Team Flanders-Baloise           |

## Ordine d'arrivo (Top 10)
| Pos. | Corridore            | Squadra     | Tempo    |
| ---- | -------------------- | ----------- | -------- |
| 1    | Mathieu van der Poel | Alpecin     | 5h25'58" |
| 2    | Jasper Philipsen     | Alpecin     | a 3'00"  |
| 3    | Mads Pedersen        | Lidl        | s.t.     |
| 4    | Nils Politt          | UAE         | s.t.     |
| 5    | Stefan Küng          | Groupama    | a 3'15"  |
| 6    | Gianni Vermeersch    | Alpecin     | a 3'47"  |
| 7    | Laurence Pithie      | Groupama    | a 3'48"  |
| 8    | Jordi Meeus          | Bora        | a 4'47"  |
| 9    | Søren Wærenskjold    | Uno-X       | s.t.     |
| 10   | Madis Mihkels        | Intermarché | s.t.     |